# Вюжель-Ла-Мот
Вюжель-Ла-Мот (фр. Vugelles-La Mothe) — громада  в Швейцарії в кантоні Во, округ Юра-Нор-Водуа.

## Географія
Громада розташована на відстані близько 70 км на захід від Берна, 33 км на північ від Лозанни.
Вюжель-Ла-Мот має площу 3,1 км², з яких на 4,2% дозволяється будівництво (житлове та будівництво доріг), 30,7% використовуються в сільськогосподарських цілях, 63,4% зайнято лісами, 1,6% не є продуктивними (річки, льодовики або гори).

## Демографія
2019 року в громаді мешкало 135 осіб (+10,7% порівняно з 2010 роком), іноземців було 9,6%. Густота населення становила 44 осіб/км².
За віковим діапазоном населення розподілялося таким чином: 29,6% — особи молодші 20 років, 59,3% — особи у віці 20—64 років, 11,1% — особи у віці 65 років та старші. Було 49 помешкань (у середньому 2,7 особи в помешканні).